# Ligustrum lucidum
Il ligustro lucido (Ligustrum lucidum W.T.Aiton, 1810) è un albero dai delicati fiori bianchi appartenente alla famiglia delle Oleacee.

## Etimologia
Il nome del genere (Ligustrum) deriva da un antico nome latino, già usato da Gaio Plinio Secondo (23 – 79) scrittore, ammiraglio e naturalista romano e da Virgilio (70 a.C. – 19 a.C.) poeta romano, per le piante chiamate volgarmente ligustro o olivella. ll primo botanico a usare questo nome associato al "ligustro" è stato Dioscoride (Anazarbe, 40 circa – 90 circa), medico, botanico e farmacista greco antico che esercitò a Roma ai tempi dell'imperatore Nerone; mentre in "tempi moderni" è stato il botanico francese Joseph Pitton de Tournefort (Aix-en-Provence, 5 giugno 1656 – Parigi, 28 dicembre 1708) a usare questo vocabolo con valore di genere. L'epiteto specifico (lucidum) deriva dal latino e significa "lucido, chiaro o brillante e splendente" e fa riferimento alle foglie che hanno questa caratteristica.
Il nome scientifico della specie è stato definito dal botanico e direttore dei Kew Gardens William Townsend Aiton (1766-1849) nella pubblicazione "Hortus Kewensis; or, a Catalogue of the Plants Cultivated in the Royal Botanic Garden at Kew. London. - 1: 19. 1810" del 1810.

## Descrizione

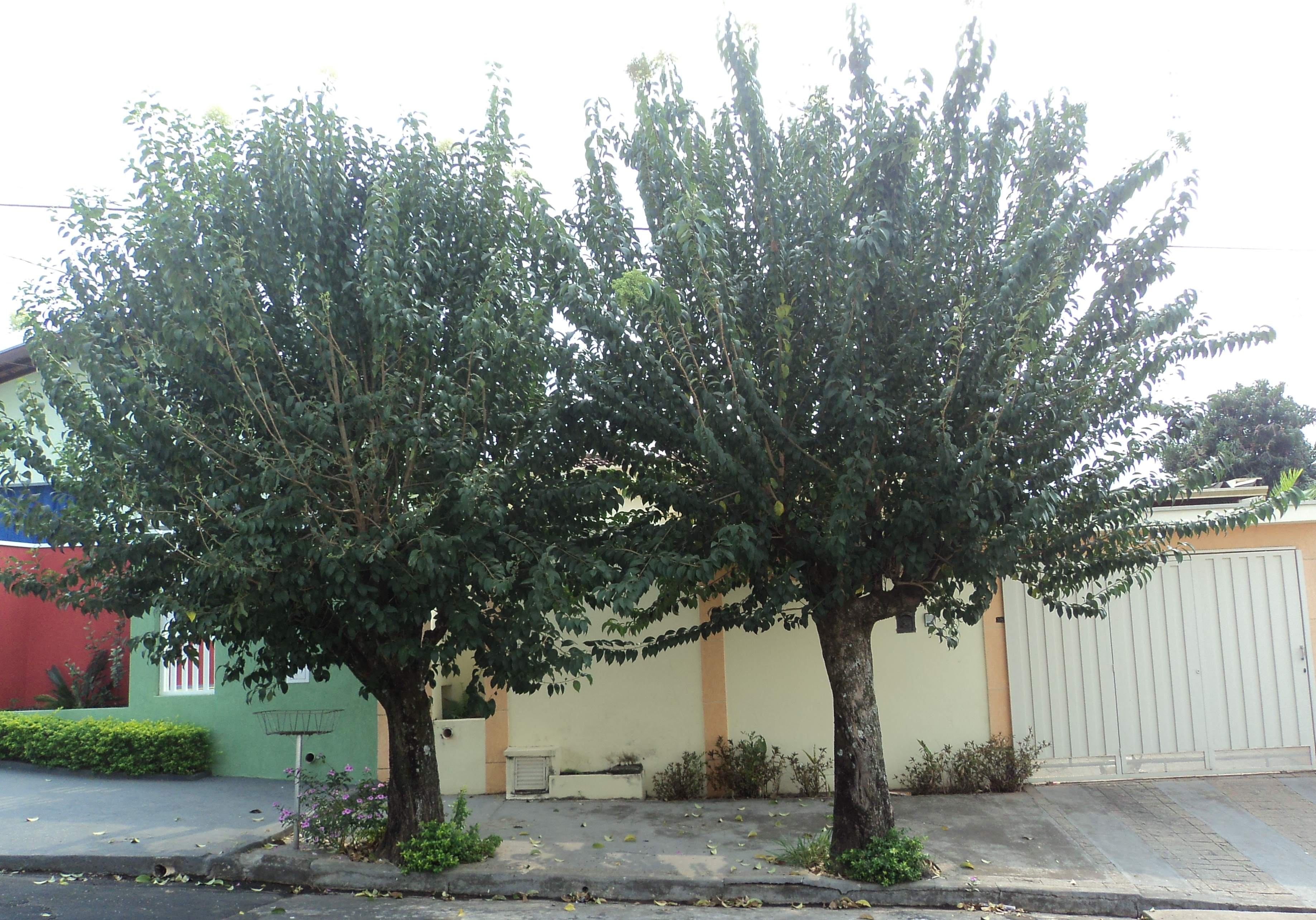
Il portamento

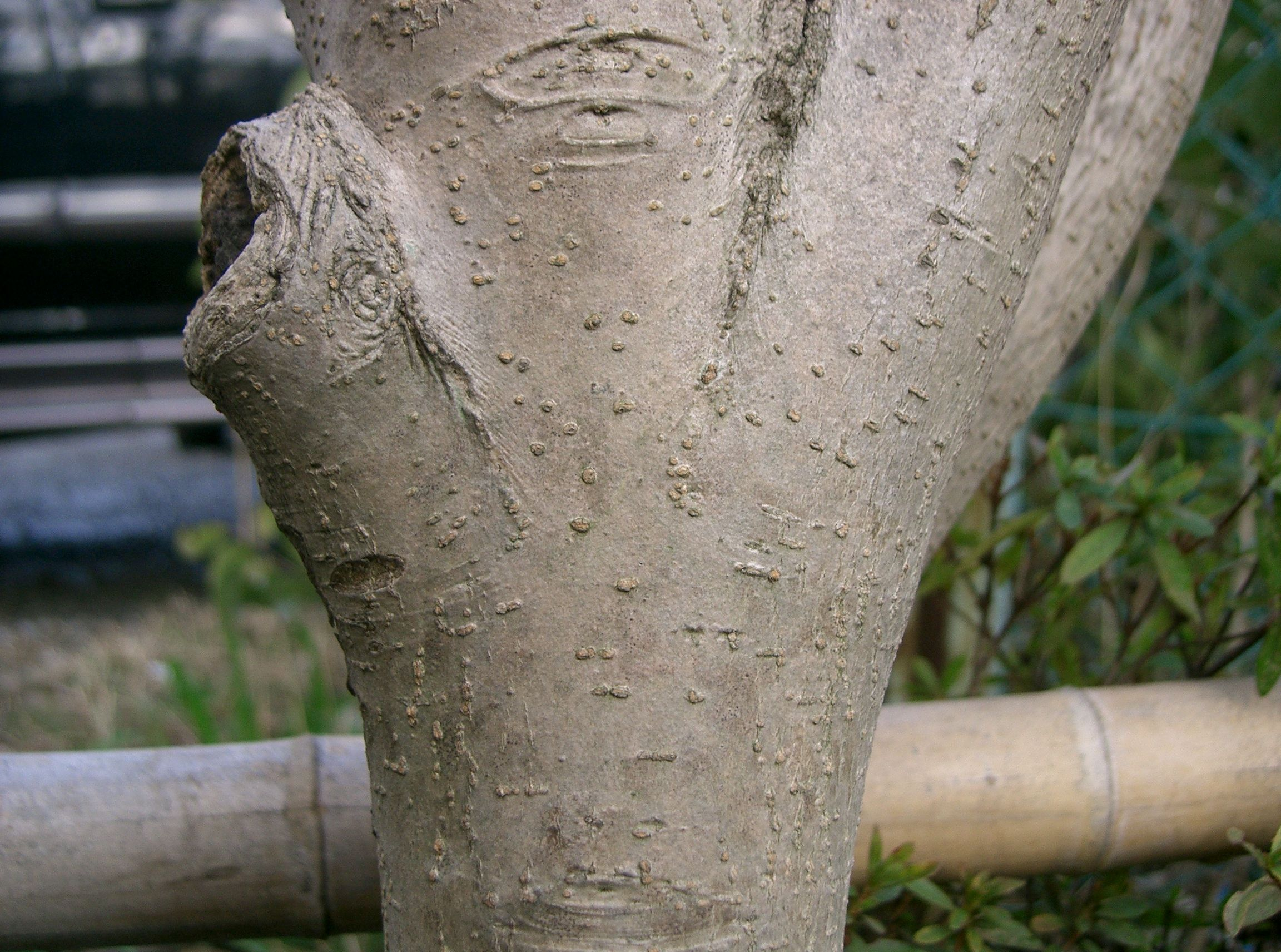
Il tronco

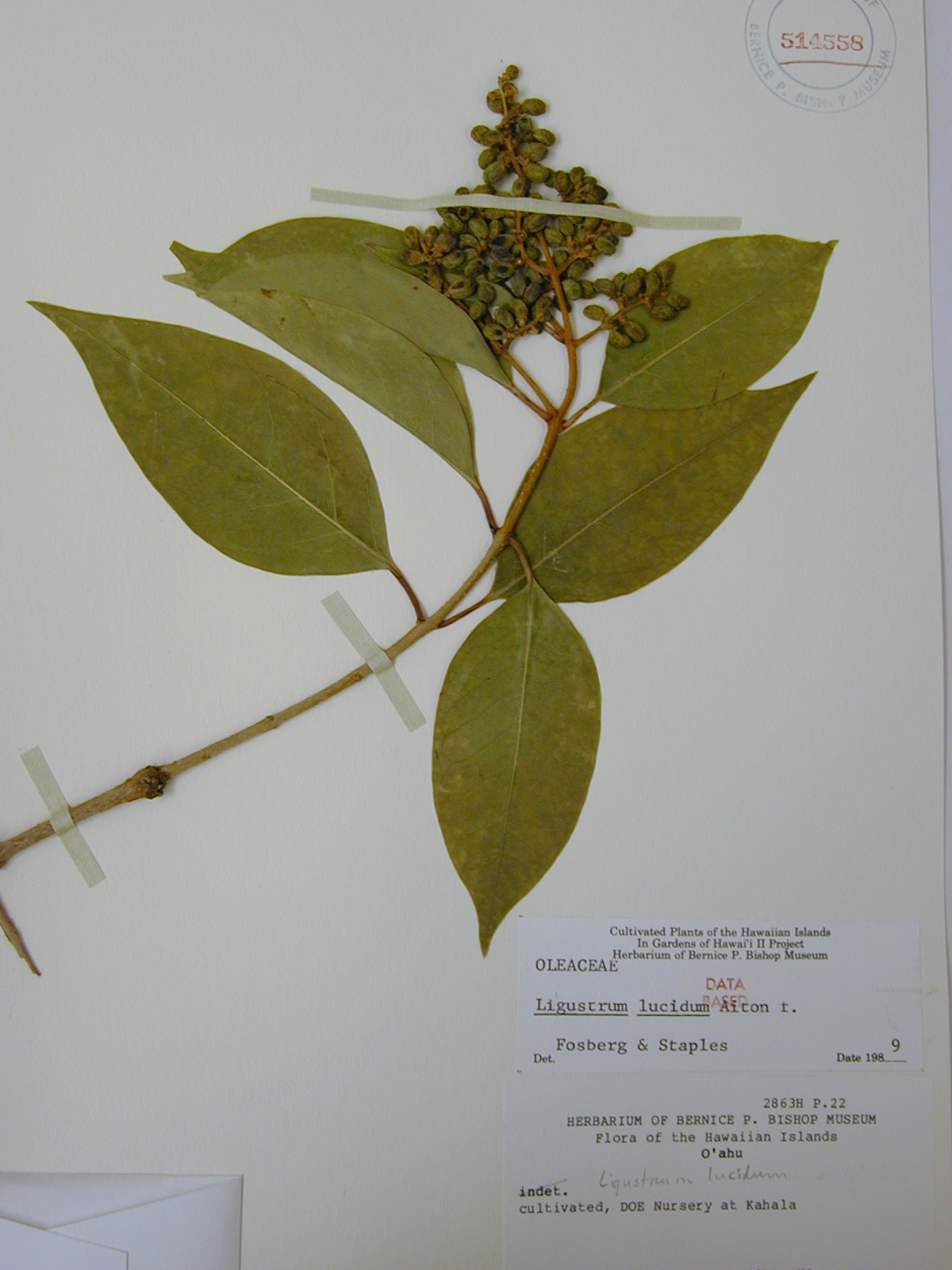
Le foglie

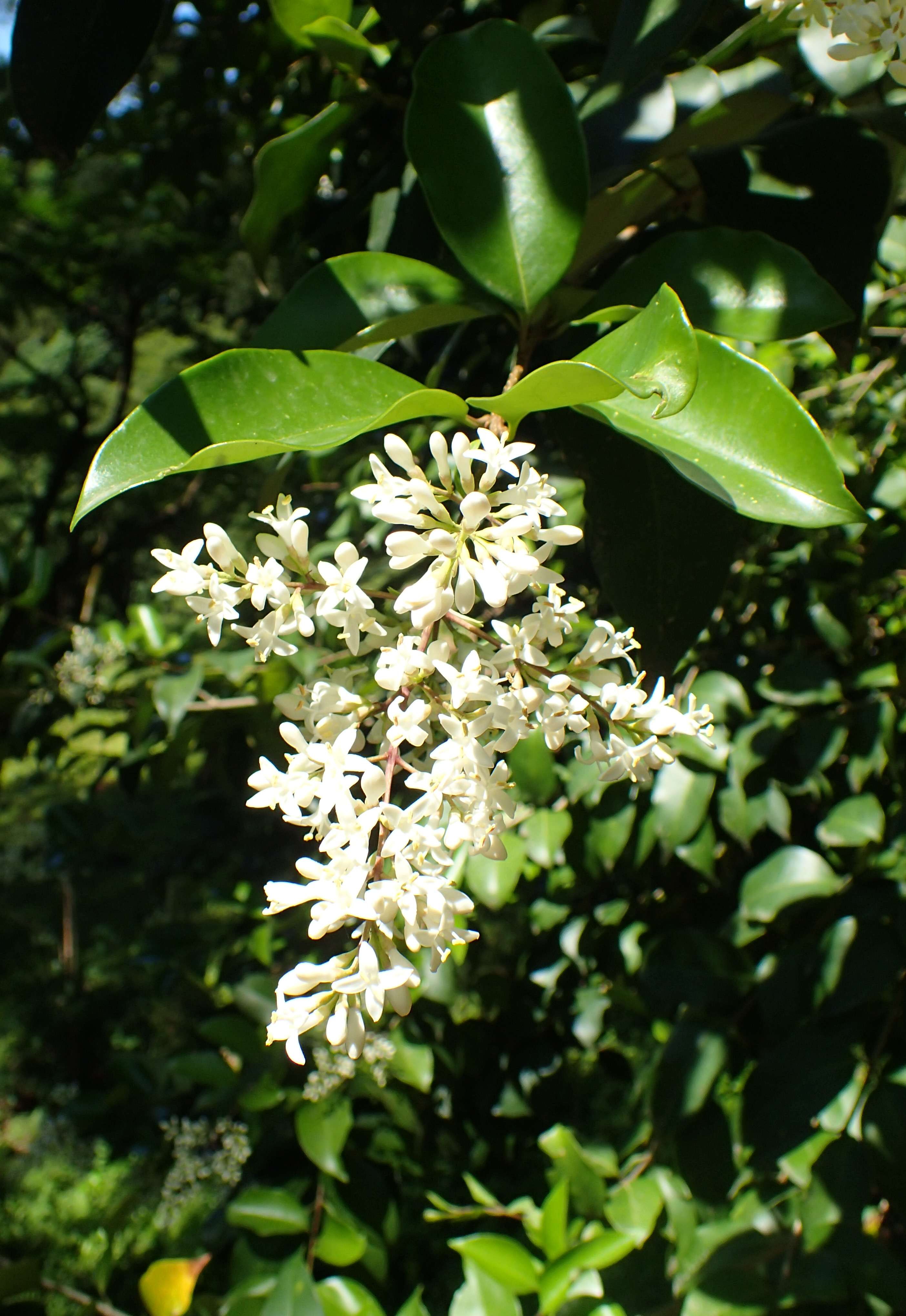
Infiorescenza

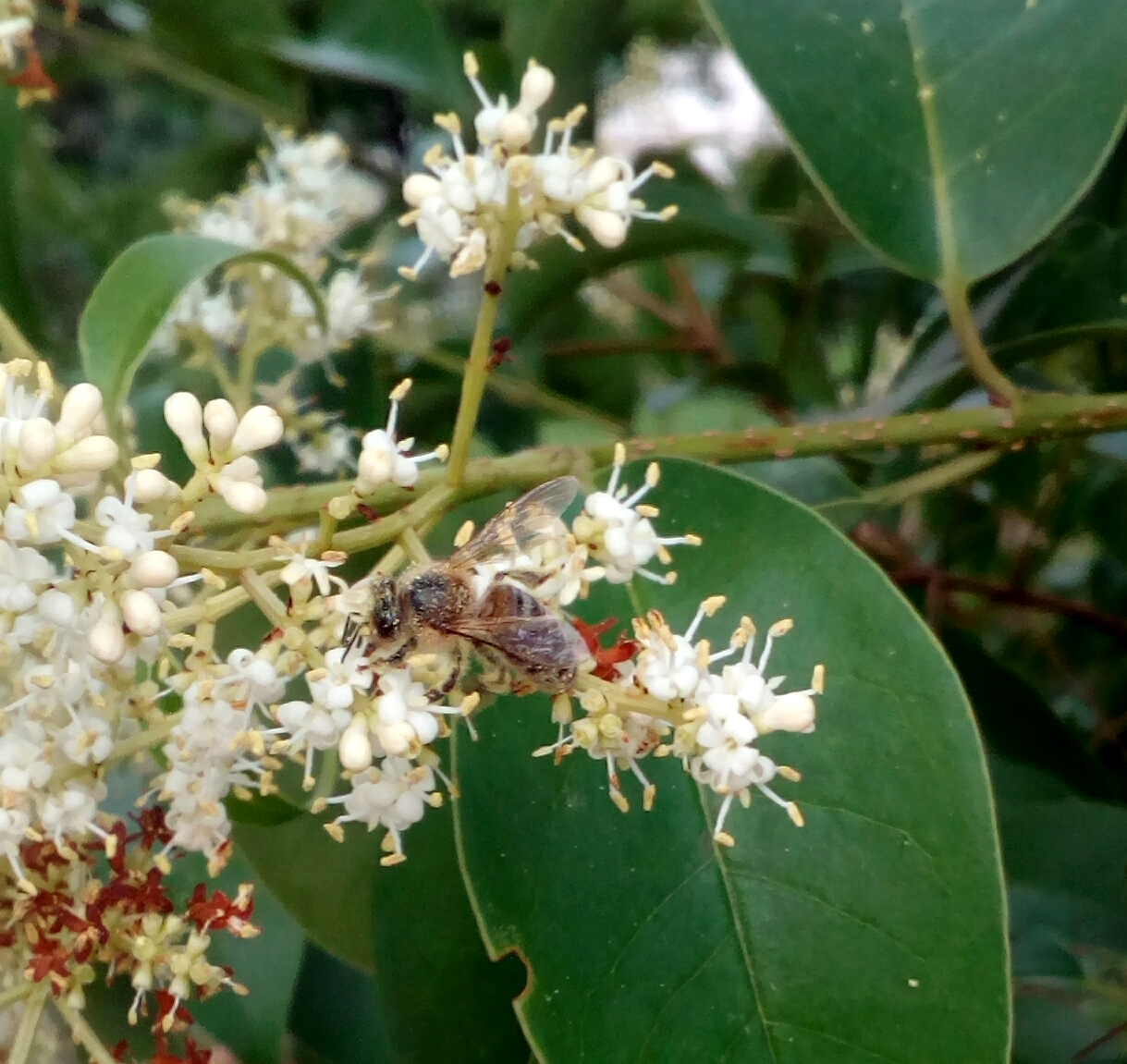
I fiori

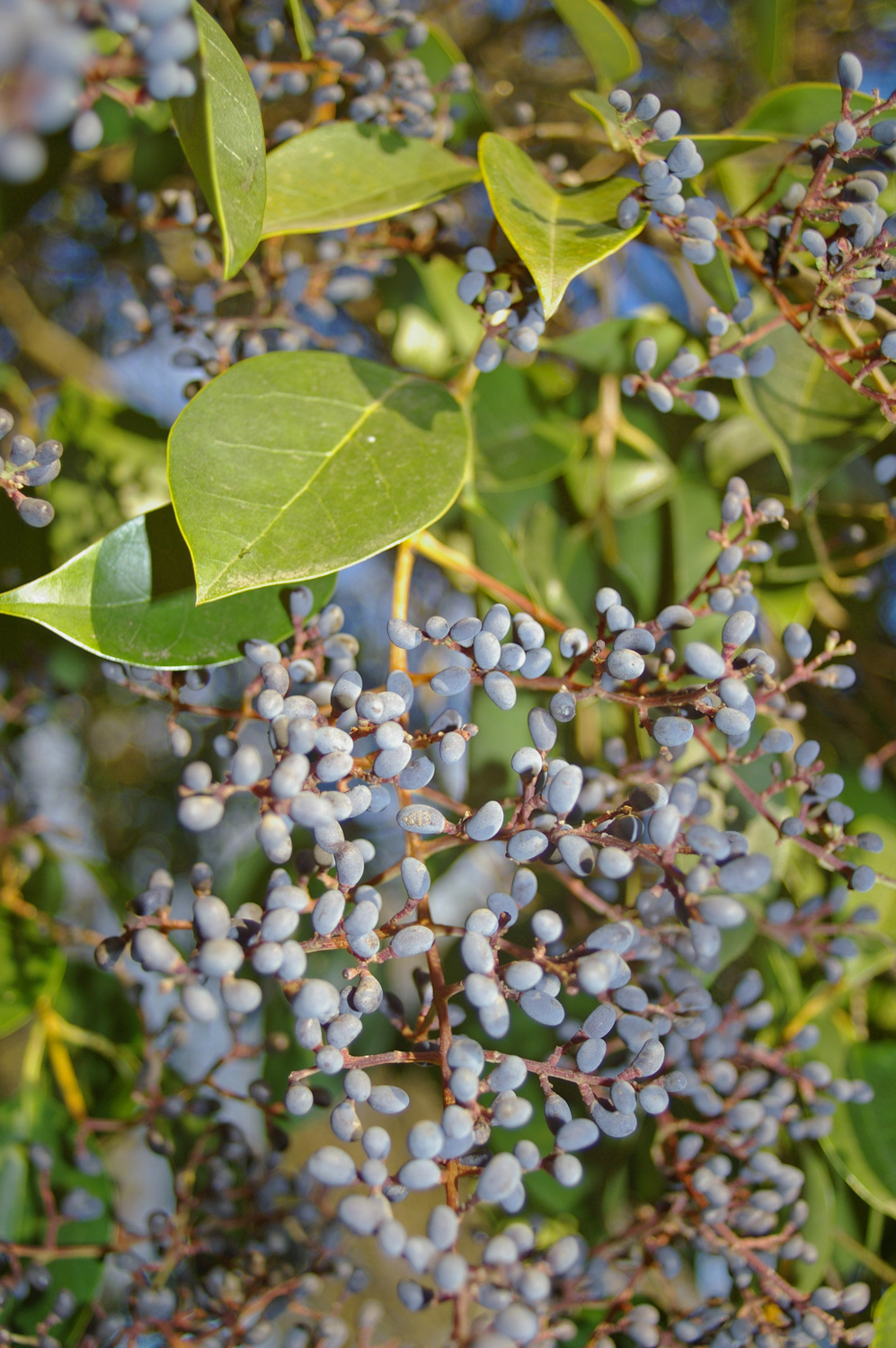
I frutti

Queste piante possono arrivare fino ad una altezza di 10 - 15 metri (anche 25 metri in Cina). La forma biologica è fanerofita arborea (P scap), sono piante legnose con portamento arboreo e gemme poste ad altezze dal suolo superiori ai due metri. Queste piante possono essere considerate anche come fanerofite cespugliose (P caesp) a seconda del tipo di crescita.

### Radici
Le radici sono legnose.

### Fusto
La parte aerea del fusto è arborea (arbusto o alberello).

### Foglie
Le foglie, sempreverdi (o decidue relativamente al clima), sono intere, coriacee e lucide, verdi su entrambe le facce ed hanno un portamento opposto; formano dei verticilli a 2 a 2 e ogni verticillo è posizionato a 90° rispetto a quello sottostante. Le foglie sono picciolate con una lamina da ovale-acuminata a lanceolata; sia il picciolo che le venature centrali sono rossastre. Le stipole sono assenti. Lunghezza del picciolo: 1 – 3 cm. Dimensione delle foglie: larghezza 3 – 8 cm; lunghezza 6 – 17 cm.

### Infiorescenza
Le infiorescenze, molto profumate, sono formate da pannocchie terminali con forme piramidali. I peduncoli dell'infiorescenza sono rossastri (i pedicelli sono quasi assenti, i fiori sono subsessili). Lunghezza delle infiorescenze: 10 – 20 cm.

### Fiore
- I fiori sono ermafroditi, attinomorfi e tetraciclici (ossia formati da 4 verticilli: calice– corolla – androceo – gineceo) e tetrameri (ogni verticillo ha 4 elementi).
- Formula fiorale. Per la famiglia di queste piante viene indicata la seguente formula fiorale:[11][12]

* K (4), [C (4), A 2], G (2), supero, bacca/capsula.
- Il calice è gamosepalo a forma campanulata, piccolo con 4 lobi. Dimensione del calice: 1,5 – 2 mm.
- La corolla è gamopetala, con forme più o meno da obconiche a imbutiformi. Termina con 4 lobi valvati a forma di cappuccio e patenti; la parte tubolare è meno lunga della parte lobata. Il colore della corolla è bianco-rossastro. Dimensione della corolla: 4 – 5 mm.
- L'androceo è formato da 2 stami sporgenti, divergenti (si avvicinano ai rispettivi apici dei lobi della corolla) e adnati alla corolla. Le antere sono formate da due teche con deiscenza longitudinale. Il polline è tricolpato. Dimensione delle antere: 1 - 1,5 mm.
- Il gineceo è bicarpellato (sincarpico - formato dall'unione di due carpelli) ed ha un ovario supero, biloculare con 2 ovuli penduli per loculo. Gli ovuli sono provvisti di un solo tegumento e sono tenuinucellati (con la nocella, stadio primordiale dell'ovulo, ridotta a poche cellule).[14] La placentazione è assile. Lo stilo è unico e termina con uno stigma bifido. Il nettare è secreto dalle ovaie.
- Fioritura: da luglio a settembre.

### Frutti
Il frutto è una bacca subsferica (reniforme) carnosa con 1 - 4 semi. Il colore è profondo blu scuro (rosso-nero a maturazione). Dimensione del frutto: 7 - 10 x 4 – 6 mm.

## Biologia
Le piante di questa specie  si riproducono per impollinazione mediata dagli insetti (impollinazione entomogama) o dal vento (impollinazione anemogama).
I semi cadendo (dopo aver eventualmente percorso alcuni metri a causa del vento - dispersione anemocora) a terra sono dispersi soprattutto da insetti tipo formiche (mirmecoria).

## Distribuzione e habitat

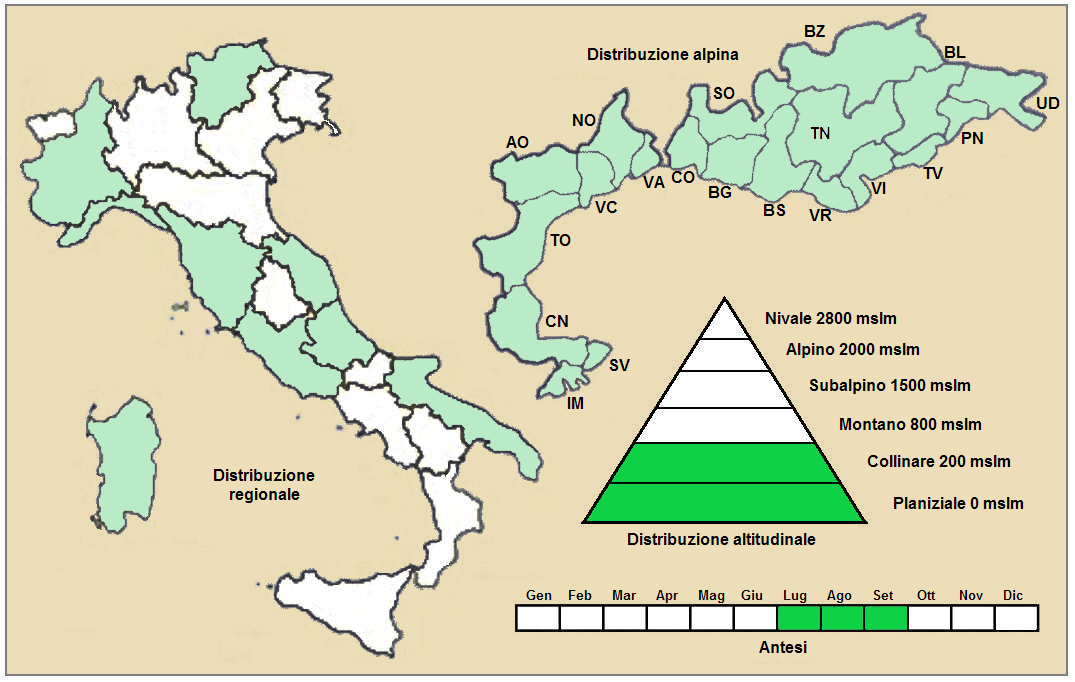
Distribuzione della pianta
(Distribuzione regionale – Distribuzione alpina)

- Geoelemento: il tipo corologico (area di origine) è Est - Asiatico (questa pianta è originaria della Cina, Corea e Giappone).
- Distribuzione: in Italia è coltivata ed eventualmente spontaneizzata soprattutto nella Pianura Padana (ma anche in altre regioni). Con le stesse caratteristiche si può trovare anche nelle Alpi (sul versante italiano e quello francese).[16] In Australia è considerata specie invasiva[17].
- Habitat: l'habitat tipico per questa specie sono i boschi (nelle aree di origine); ma anche parchi, giardini, viali e cimiteri. Il substrato preferito è calcareo ma anche siliceo con pH neutro, medi valori nutrizionali del terreno che deve essere mediamente umido.[16]
- Distribuzione altitudinale: sui rilievi alpini queste piante frequentano i seguenti piani vegetazionali: collinare e quello planiziale (a livello del mare). In Cina vegetano sotto i 2.900 m s.l.m..

### Fitosociologia
Dal punto di vista fitosociologico alpino Ligustrum lucidum appartiene alla seguente comunità vegetale:
- Formazione: delle comunità forestali

- Classe: Carpino-Fagetea

- Ordine: Fagetalia sylvaticae

- Alleanza: Carpinion betuli

## Tassonomia
La famiglia delle Oleacee comprende 27 generi e oltre 600 specie  con distribuzione cosmopolita dalle regioni tropicali fino a quelle temperate. Il genere Ligustrum fa parte della sottotribù Ligustrinae (tribù Oleeae); gruppo botanico caratterizzato dalla presenza di flavoni glicosidi, ovario con 2 ovuli penduli per loculo, vasi multipli e fibre libriformi nel legno.
I coltivatori e giardinieri dividono le specie del genere Ligustrum in due gruppi: (1) specie a rami e foglie glabre e (2) specie a giovani rami, foglie od infiorescenze pubescenti. La specie di questa voce appartiene al primo gruppo.
Il numero cromosomico di L. lucidum è: 2n = 46.

### Sinonimi
Questa entità ha avuto nel tempo diverse nomenclature. L'elenco seguente indica alcuni tra i sinonimi più frequenti:
- Esquirolia sinensis H.Lév.
- Ligustrum compactum var. latifolium W.C.Cheng
- Ligustrum esquirolii H.Lév.
- Ligustrum lucidum var. alivonii Rehder
- Ligustrum lucidum var. aureomarginatum Rehder
- Ligustrum lucidum var. esquirolii H.Lév.
- Ligustrum lucidum f. latifolium (W.C.Cheng) P.S.Hsu
- Ligustrum lucidum var. tricolor Rehder
- Ligustrum lucidum var. xideense J.L.Liu
- Ligustrum magnoliifolium Dippel
- Ligustrum roxburghii Blume
- Ligustrum wallichii Vis.
- Olea chinensis Sweet
- Olea clavata G.Don
- Phillyrea paniculata Roxb.
- Phillyrea terminalis B.Heyne ex Wall.
- Visiania paniculata (Roxb.) DC.

## Usi
Il ligustro era usato per intrecciare cesti.
È pianta molto visitata dalle api, che ne raccolgono abbondante nettare, producendo un miele dal sapore simile a quello di trifoglio.